# Ngói lưu ly

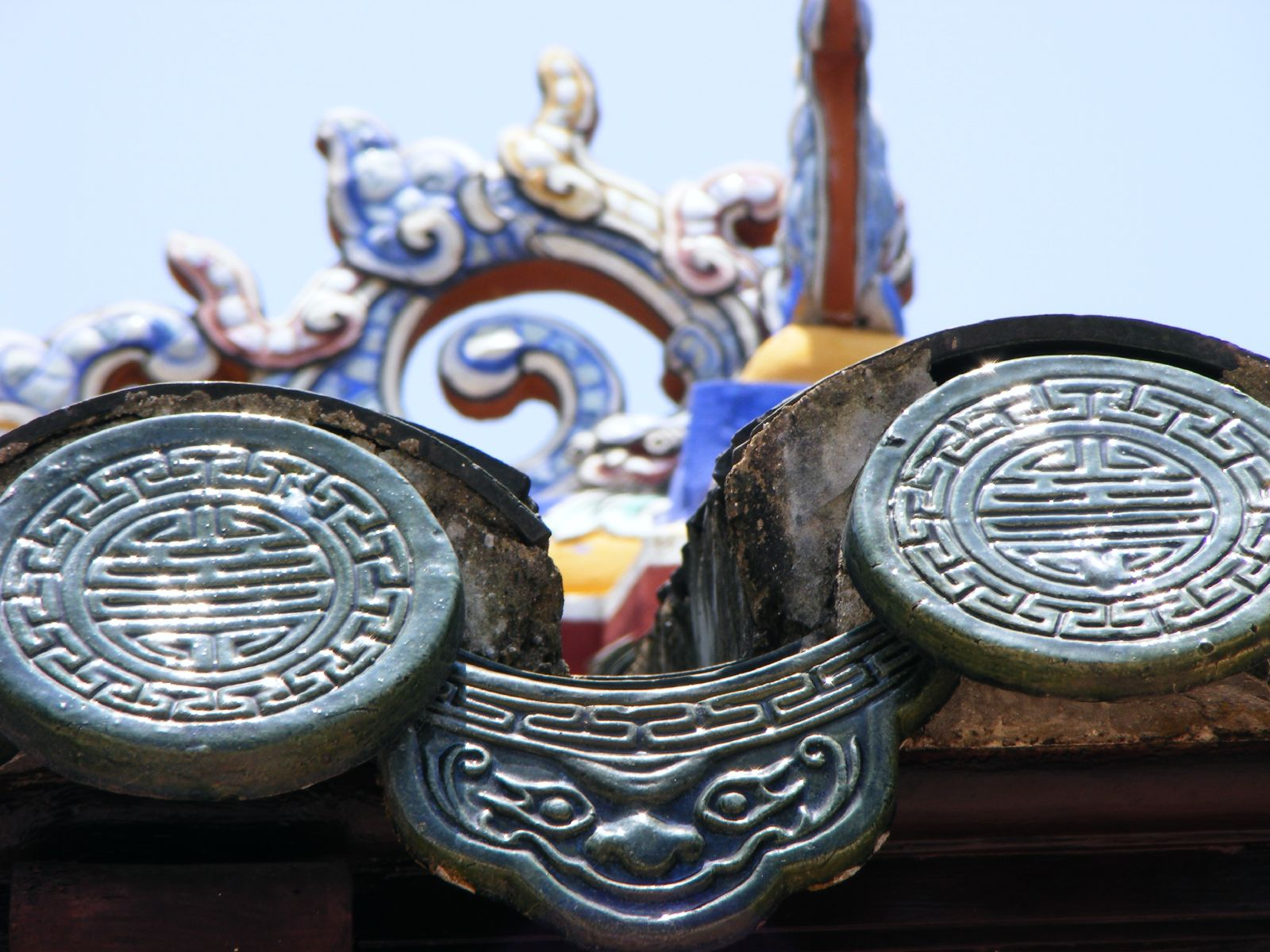
Ngói lưu ly tại cố đô Huế

Ngói lưu ly 琉璃瓦 (ngói ống, ngói âm, ngói dương, ngói câu đầu, ngói trích thủy, ngói liệt.) là một loại ngói truyền thống Việt Nam được dùng cho các công trình kiến trúc ở Việt Nam và các nước Trung Quốc cùng với Đài Loan, Nhật Bản, Triều Tiên cùng với Hàn Quốc và một số nước tại Đông Á và Đông Nam Á, Từ ngàn xưa thì ngói âm dương đã gắn liền với các công trình kiến trúc của Việt Nam. Bạn có thể dễ dàng bắt gặp bất cứ nơi đâu trên đất Việt, từ phố cổ Hội An với những ngôi nhà cổ kính, hay những mái nhà quen thuộc nơi phố xá hay làng quê. Ngói âm dương ra đời tại Việt Nam là một thành quả, một sự sáng tạo của con người trong suốt quá trình lao động miệt mài. Đây là thành quả đáng trân trọng trong lĩnh vực kiến trúc xây dựng. Nó được sử dụng khá phổ biến trên khắp vùng miền chữ S này. Mái ngói cùng đường nét hoa văn chạm khắc nâng niu được xuất hiện từ các tỉnh miền núi phía Bắc, đến miền Trung, miền Nam. Chính mái ngói đã khiến ngôi nhà mang một vẻ đẹp hoài cổ, sang trọng, trở thành một nét đẹp văn hóa trong bản sắc người Việt. Nhìn chung nếu so sánh với các loại ngói lưu ly của các nước Á đông khác thì tương đối giống nhau tuy nhiên ngói lưu ly Việt Nam có nhiều kích thước nhiều chất liệu, màu sắc, nhiều chi tiết,diềm, đầu ngói được trang trí công phu sắc sảo đạt đỉnh cao của nghệ thuật chế tác tạo nên vẻ đẹp đặc trưng của ngói lưu ly Việt mà các nước khác khó mà có được.

## Lịch sử tại Việt Nam

Ngói lưu ly (ngói ống, ngói lòng máng, ngói âm dương) Việt Nam khai quật tại Hoàng Thành Thăng Long,đầu ngói, diềm ngói được trang trí công phu sắc sảo.

Tương truyền ngói lưu ly có nguồn gốc xuất xứ từ Trung Quốc và được chuyển giao sang Việt Nam. Theo màu men, ngói lưu ly có thể chia làm nhiều loại như hoàng lưu ly, thanh lưu ly, và bích lưu ly 1; theo hình dạng và vị trí sử dụng, ngói lưu ly được đặt các tên sau: ngói ống, ngói âm, ngói dương, ngói câu đầu, ngói trích thủy, ngói liệt.

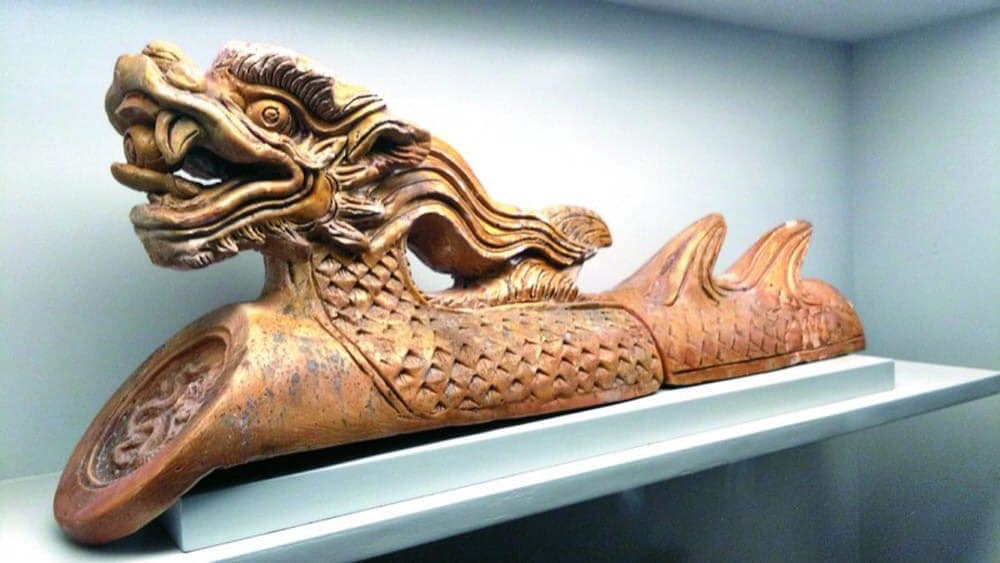
Đầu ngói hoàng lưu ly khai quật được tại hoàng thành Thăng Long, trang trí đầu rồng, họa tiết long ổ tinh tế.

### Thời Lý-Trần
Gạch ngói là những vật liệu phổ biến trong xây dựng và kiến trúc truyền thống Việt Nam. Các tư liệu lịch sử và các cuộc khai quật khảo cổ học cho thấy người Việt đã sản xuất và sử dụng những vật liệu ấy từ cả ngàn năm về trước, đặc biệt là ở vùng đồng bằng Bắc bộ mà trung tâm là Thăng Long-Hà Nội.
Dựa vào các hiện vật khảo cổ, ngói lưu ly được tìm thấy sớm nhất vào thời Lý-Trần với hai màu men trắng và xanh. Tuy nhiên, theo tư liệu chữ viết, ngói lưu ly có thể đã xuất hiện từ những thời kỳ trước đó rất lâu, vốn dĩ người Việt là cư dân nông nghiệp sống định cư nên việc là người sáng tạo ra ngói lợp nhà sớm nhất không có gì là không đúng. Đại Việt sử lược và Đại Việt sử ký toàn thư là những tài liệu đầu tiên nhắc về một loại ngói gọi là "ngân ngõa", tức ngói bạc được dùng để lợp cung điện của nhà Tiền Lê tại Hoa Lư.
Đại Việt sử lược lại tiếp tục nhắc đến loại ngói này khi miêu tả lầu Chúng Tiên được xây dựng vào thế kỷ 12 có lợp "kim ngõa" (ngói vàng) ở tầng trên và "ngân ngõa" (ngói bạc) ở tầng dưới. Bia tháp Sùng Thiện Diên Linh (1121) cũng xác nhận ngân ngõa được sử dụng tại kiến trúc này qua câu: "cấu Chúng Tiên tam cấp chi bảo đài, ngân ngõa điệp nhi quang chiếu khung mân" tức là "xây dựng Chúng Tiên ba cấp, ngói bạc trùng điệp chiếu rọi vòm xanh. Tuy chưa xác định được loại kim ngoã - ngói vàng lợp ở tầng trên như Đại Việt sử lược miêu tả, nhưng ngân ngõa nhiều khả năng là phiếm chỉ của loại ngói phủ men trắng như được phát hiện khi khai quật các hố di tích tại Hoàng thành Thăng Long. Đại Việt sử ký toàn thư còn cho biết vào năm 1105, tại chùa Diên Hựu xây hai tòa tháp mái trắng (bạch manh tháp). Bia tháp Sùng Thiện Diên Linh (1121) gọi hai tháp của chùa Diên Hựu là "lưu ly bảo tháp". Như vậy tháp mái trắng mà Đại Việt sử ký toàn thư nhắc đến chính là tháp lợp ngói lưu ly men trắng như đã được tìm thấy.
Về ngói men xanh, Thiên Phúc tự hồng chung minh văn (văn khắc trên chuông chùa Thiên Phúc thời Lý - 1109) có nhắc đến một loại ngói gọi là bích ngõa (tức ngói xanh) trong câu "thải tử kỉ mộc, đào bích ngõa lô" tức "tìm chọn gỗ quý, nung lò ngói xanh". Bích ngõa có thể hiểu là ngói phủ màu xanh ngọc bích, tương tự như những hiện vật được tìm thấy tại Hoàng thành Thăng Long và các khu di tích nhà Trần.

### Thời Hậu Lê
Dựa vào các hiện vật khảo cổ tại các khu di tích hoàng thành Thăng Long hay khu di tích Lam kinh, có thể khẳng định các loại ngói ống men vàng và men xanh được sử dụng khá phổ biến trong các kiến trúc cung điện của vua chúa. Thời Lê Trung Hưng, trong Vân Đài Loại Ngữ, Lê Quý Đôn có đưa ra nhận xét "Trung Quốc không cấm dùng ngói ống; nhưng, cung điện thì dùng màu vàng, chùa miếu thì dùng màu xanh, nhà quan dân thì dùng màu đỏ". Cùng với việc tìm thấy hiện vật ngói ống tráng men dưới thời Lê và sự phổ biến của ngói vảy trong dân gian, ta có thể nhận định rằng, dưới thời Lê Trung Hưng đã có thể có luật lệ về việc dùng ngói, cụ thể nhà Lê cấm dân dùng ngói ống mà chỉ dùng ngói vảy. Mặc dù các công trình kiến trúc cho vua chúa thời Lê đã sụp đổ hoàn toàn, chỉ còn lại những phế tích nhưng một khối lượng đồ sộ các loại hình vật liệu kiến trúc, đặc biệt là các vật liệu cấu thành bộ mái các công trình đã được tìm thấy.
Khác với phong cách gắn lá đề trên đầu ngói thời Lý – Trần, ngói ống thời Lê đều gắn thêm đầu ngói. Đầu ngói lưu ly thời Lê được trang trí họa tiết hình rồng trong tư thế cuộn tròn, đầu hướng vào tâm. Thời Lê còn có một loại hình ngói lưu ly rất đặc biệt, đây là những viên ngói có men xanh hoặc men vàng, hai viên ngói ghép lại với nhau sẽ thành hình một con rồng nằm ngẩng cao đầu. Viên thứ nhất có phần đầu ngói hình tròn, trang trí hình con rồng cuộn tròn, đặc trưng của rồng thời Lê sơ. Lưng ngói tiếp giáp phần đầu ngói có hình đầu con rồng ngẩng cao, mắt mũi, mồm, bờm được khắc nét rất sinh động. Lưng ngói tiếp giáp phần đuôi thường có 1 vây. Toàn bộ phần lưng được trang trí tạo vẩy. Viên thứ hai phần lưng ngói có 2 vây, toàn bộ phần lưng được trang trí tạo vẩy, đuôi ngói được đắp thêm, đuôi ngắn và hơi cong.
Dưới thời các chúa Nguyễn (1558-1775), một bộ sách viết về Đàng Trong, đặc biệt chú trọng đến hai xứ Thuận-Quảng, là Phủ Biên Tạp Lục do Lê Quý Đôn viết năm 1776. Trong đó, ông miêu tả các kiến trúc cung đình tại thủ phủ Phú Xuân với nhóm từ "nhà ngói gạch thành, cung vàng gác báu" hoặc "mái lớn nguy nga, đài cao rực rỡ", còn chốn dân gian thì "đều là mái ngói" hoặc "ngói đá gạch chum thì kế có hàng vạn, không thể tính xiết". Bấy giờ các chúa Nguyễn cũng đã cho thiết lập "Nê ngoã tượng cục", một quan xưởng chuyên sản xuất ngói để cung ứng cho triều đình nhà chúa. Xưởng đó toạ lạc gần giang cảng Thanh Hà, mạn lưu sông Hương. Ngày nay nó còn lưu cựu tích qua địa danh Ngõa Tượng (nghĩa đen là thợ ngói), tên một xóm nhỏ nằm giữa hai làng La Khê và Địa Linh, thuộc xã Hương Vinh, thị xã Hương Trà, thành phố Huế.

### Thời Nguyễn
Sau khi Huế được chọn là kinh đô, trong khoảng 1802-1810, để cung ứng gạch ngói cho công việc xây dựng kinh thành, hoàng thành, tử cấm thành, cung diện, quan thự, đàn miếu... triều đình đã huy động vật liệu từ khắp cả nước, ngoài ra còn huy động hàng ngàn người dân khắp nơi về kinh đô để xây dựng trên 40 lò gạch ngói.nhỏ|trái|Hoa văn cổ và ngói lưu ly thời NguyễnTheo Đại Nam Thực Lục chính biên đệ nhất, kỷ triều Gia Long thì tháng 12 năm 1810, nhà vua đã cho mời một số chuyên gia làm gạch ngói từ Trung Quốc đến Huế. Sách có đoạn: Sai bang trưởng Quảng Đông là Hà Đạt Hoà thuê 3 người thợ làm ngói ở Quảng Đông, khiến nung ngói lưu ly các sắc xanh, vàng, lục ở Khố Thượng để công tượng học chế đúng theo như kiểu, xong rồi hậu thưởng cho về. Được sự chỉ đạo, hướng dẫn của các thợ người Hoa ấy, những người thợ Việt Nam đã tiếp thu kỹ thuật một cách nhanh chóng.
Ngói lưu ly được sản xuất tại Khố Thượng (ngày nay là Long Thọ) liên tiếp trong 75 năm (1810-1885), dưới 8 thời vua từ Gia Long đến Hàm Nghi, đã phải dừng lại do biến cố "thất thủ kinh đô" gây ra. Vào năm 1885, khi vua Hàm Nghi xuất bôn, quân đội bị giải tán, những biến cố chính trị khiến cho các đội thợ sành sứ trở về quê quán của họ, một số người đã thiết lập một số lò nhỏ ở Quy Nhơn, Thanh Hóa để sản xuất một vài vật dụng đơn sơ. Trận bão năm Thìn (1904) cũng đã làm cho cơ sở sản xuất ngói lưu ly ở Long Thọ bị sụp đổ và suốt 25 năm sau đó nghệ thuật sành sứ đã đào thoát khỏi vùng Long Thọ.

Năm 1909, sự cần thiết phải lợp lại một số khách sảnh và phòng ăn ở hoàng cung đã thúc đẩy Thượng thư Bộ Công Võ Liêm tìm đến ông Bogaert, một kỹ nghệ gia người Pháp cư trú ở dưới chân đồi Long Thọ và đã xây dựng trên địa điểm này một xưởng máy để sản xuất vôi đá, để yêu cầu ông Bogaert nghiên cứu những bí quyết về sản xuất ngói tráng men. Một thời gian sau, một lò nung nhỏ kiểu Trung Quốc được xây dựng và sau nhiều lần điều chỉnh, nó đã đem lại một vài kết quả, nó đã có thể đạt đến chỗ cung ứng được loại ngói đạt yêu cầu, phù hợp với các kiểu kiến trúc đang lợp trên các tòa cung điện.

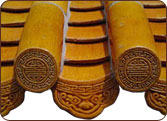
Ngói hoàng lưu ly thời Nguyễn

Xí nghiệp Vôi đá Long Thọ kế thừa ông Bogaert trong việc xây dựng những lò nung rộng lớn hơn nhưng về cơ bản vẫn giữ hình dáng cũ (bán noãn) chỉ thay đổi về tầm cỡ, thao tác quạt gió và phương cách đốt lò. Các thợ gốm đều có học thức, họ làm việc với các phương thức mới, những phương pháp–công nghệ thông dụng và được khắp nơi tuân hành, nhất là trong các công tác đo lường chuẩn xác. Các thành tựu khoa học đã được ứng dụng cho phép xưởng có thể đo lường sự giãn nở của đất và các loại men trong lúc nung chín. Đồng thời xưởng dần dần biến đổi các lò đốt–lò nung, ứng dụng những định luật về sự cháy để tìm cách tiêu thụ ít nhiên liệu hơn, đạt sự an toàn trong sản xuất. Xưởng đã đưa các lò nung sơ bộ (lần 1) và nung men sứ (nung lần 2) thành nối tiếp và liên tục.
Năm 1945, vì những biến cố chính trị, nghề ngói lưu ly lại bị gián đoạn thêm một lần nữa, và lần này kéo dài hơn 45 năm.

### Từ 1990 đến nay
Năm 1981, trong "Kế hoạch hành động" (Plan d'Action) của UNESCO về việc bảo vệ, tu sửa và phát huy giá trị quần thể di tích Huế đã có đề nghị thiết lập một cơ sở đúc gạch ngói. Từ đó, và kể cả từ trước đó nữa, vì nhu cầu bức thiết của vấn đề cần có gạch ngói, nhất là gạch ngói tráng men, để dùng vào việc trùng tu di tích, Trung tâm bảo tồn di tích Cố đô Huế đã có nhiều cố gắng trong việc nghiên cứu công nghệ sản xuất truyền thống, đi dò hỏi các nghệ nhân ở nhiều địa phương, tìm tòi nguồn nguyên liệu ở các làng tại Thừa Thiên-Huế.
Năm 1990, sau một số lần nung thử nghiệm thất bại, Xưởng phục chế vật liệu xây dựng cổ thuộc Trung tâm bảo tồn di tích Cố đô Huế mới sản xuất được mẻ gạch ngói tráng men đầu tiên để đáp ứng phần nào nhu cầu vật liệu trùng tu di tích. Được sự tham gia tư vấn của ông Nguyễn Chi, một nghệ nhân về sản xuất đồ gốm tráng men được mời từ Hà Nội, ông đã giúp đỡ về mặt kỹ thuật từ việc xây dựng lò nung đến các công đoạn làm khuôn, nhồi đất, tạo xương, pha chế men, nung gạch ngói theo công nghệ truyền thống.
Các chủng loại gạch tráng men mà người xưa đã dùng để trang trí ở các công trình kiến trúc thuộc Quần thể di tích Huế, một bản thống kê gần đây cho thấy đã có đến 42 loại 2 có tráng men hoàng lưu ly và thanh lưu ly với các kiểu hoa văn chữ thọ, chữ vạn, tứ tượng, thiên địa, hoa thị, ô trám, quy giáp, hoa chanh, bầu rượu, v.v., còn về ngói thì hai loại ngói quan trọng và khó sản xuất nhất là ngói thanh lưu ly và hoàng lưu ly. Tuy thế, men lưu ly 3, phần hồn của ngói lưu ly vẫn là một vấn đề tranh luận trong giới nghiên cứu suốt gần 10 năm sau đó.
Từ 1997 đến 2000, sau một thời gian dài nghiên cứu và đề xuất, một dự án cấp quốc gia được phê duyệt với nhiệm vụ nghiên cứu và hoàn thiện công nghệ sản xuất ngói lưu ly, Công ty xây lắp Thừa Thiên-Huế là đơn vị thực hiện dự án. Đến cuối năm 2002 dự án thành công, chính thức khẳng định nghề làm ngói lưu ly tại Huế đã được phục hồi toàn diện.

## Cấu tạo và Ưu điểm
Cấu tạo mái ngói âm dương sẽ bao gồm 2 phẩn đó là ngói âm và ngói dương. Ngói Âm là tấm lợp nằm ngữa, còn Ngói Dương là ngói úp xuống ngói âm. Đón mái sẽ là các cặp ngói diềm âm dương  (ngói riềm hoặc ngói diềm, đầu ngói, ngói cuối mái) hay còn được gọi với tên khác như ngói câu đầu hoặc trích thủy, những cặp diềm có hoa văn tinh xảo, họa tiết khắc nổi được tạo nên bởi bàn tay khéo léo của người thợ lành nghề lão luyện, tăng độ thẩm mỹ của mái ngói, chính cấu tạo vòng nửa vòng úp đã tạo ra tác dụng tạo khoảng trống giữ khí, thông gió cho mái nhà.
Nhờ đặc điểm này mà vào mùa hạ các công trình sử dụng ngói lợp nhà, ngói âm dương thường mát hơn, mùa đông sẽ ấm hơn. Thời tiết mưa gió thì chúng cũng giúp quá trình thoát nước được dễ dàng. Bên cạnh đó, ngói âm dương có tuổi thọ khá cao, ước tính phải đến 50 năm mới có dấu hiệu xuống cấp.
Cách lợp ngói âm dương trong các công trình cũng đơn giản hơn, mái nhà  chỉ cần đóng bởi các thanh gỗ ngang cách nhau 50 cm, thanh gỗ dọc được đóng định với khoảng cách so le nhau 10 cm hoặc 15 cm để có thể lần lượt xếp các hàng ngói lợp nhà sấp ngửa lồng vào nhau. Nếu rãnh rộng 15 cm đặt ngói ngửa thì rãnh rộng 10 cm úp ngói sấp. Ngói âm dương tráng men: Có độ bền màu rất cao có thể dễ dàng đánh giá được khi xem những viên ngói âm dương từ thời Hoàng thành Thăng Long đến nay vẫn bền màu với thời gian, có thể trường tồn với thời gian mà không lo bị phai nhạt màu như bản sắc người Việt. Đặc biệt, chúng có khả năng chống thấm mốc rêu nên tạo ra vẻ đẹp hoàn hảo, không lo chịu sự tác động tiêu cực của thời tiết mưa nắng